# Ángel Ruiz
Ángel Ruiz fou un compositor espanyol de la segona meitat del segle xix del que hi ha molt poques dades, malgrat que va compondre nombroses sarsueles, entre les quals hi ha: ¡Ladrones! (1877); El globo cautivo; La comèdia de Alberique; El naufragio del vapor "Maria" (1892); El sueño de anoche (1892); A vuela pluma (1892); El alcalde de Villapenque (1892); La daza macabra (1893); El regresso del cacique (1893); i Fray Juio Ruiz (1897).